# Zidani Most
Zidani Most (in tedesco Steinbrück) è un centro abitato della Slovenia, frazione del comune di Laško.
È un importante nodo ferroviario.